# Pata negra

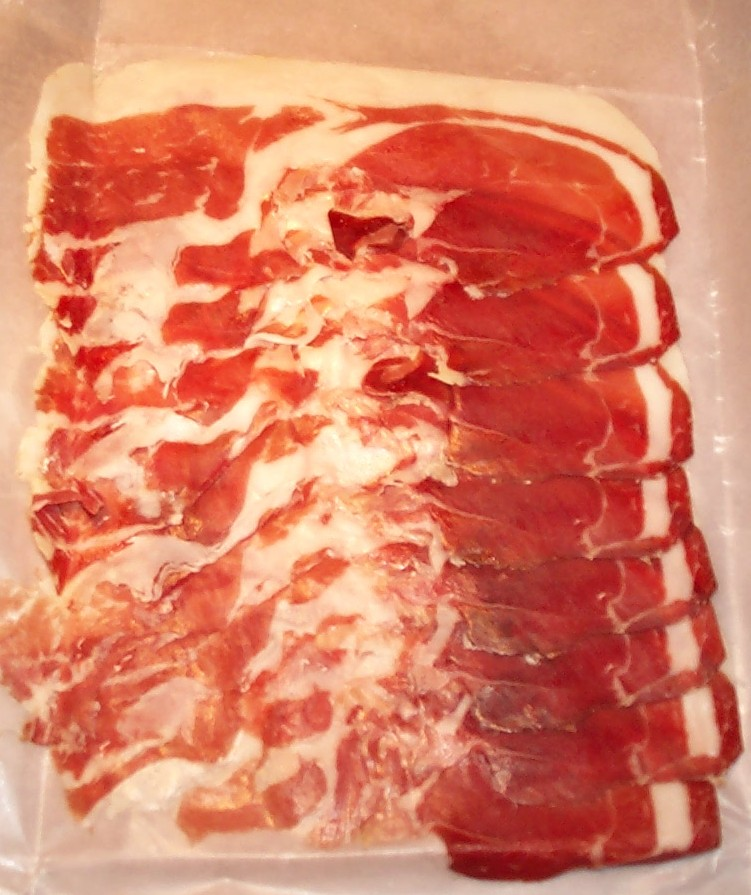
Pata Negra

Pata negra (spanska för svart klöv) kallas en speciell sorts lufttorkad skinka från Spanien tillverkad av kött från svarta grisar som är uppfödda på ekollon. Grisarna som används skall vara av den iberiska rasen som har svarta klövar. Skinkan är också känd under namnet Jamon Ibérico och är typisk för det spanska köket.
Pata negra serveras tunt skivad, ofta som tapas.
Ibérico-skinkorna är märkta enligt svinens kost, och finns i tre olika kvaliteter:
• Den finaste kallas jamón ibérico de bellota (ekollon). Denna skinka är från frigående grisar som strövar i ekskogar (kallas dehesas) längs gränsen mellan Spanien och Portugal, och äter bara ekollon.
• Nästa klass kallas jamón ibérico cebo de campo. Denna skinka är från grisar som matas med en kombination av ekollon och spannmål.
• Den tredje typen kallas jamón ibérico de cebo (eller bara jamón ibérico). Denna skinka är från grisar som utfodras med enbart spannmål.
Skinkan läggs efter slakten först i grovt salt 1 dag per kg som skinkan väger, varefter den hängs för torkning. Ju längre torktid desto bättre skinka. "Reserva" har lagrats minst 24 månader, "Gran Reserva" minst 36 månader.